# Ejnar Hertzsprung
Ejnar Hertzsprung [éjnar hércsprung], danski astronom in kemik, * 8. oktober 1873, København, Danska, † 21. oktober 1967, Roskilde, Danska.

## Življenje in delo
Hertzsprung je študiral za kemijskega inženirja. Med delom na zasebnem observatoriju je objavil svoja prva dela o obstoju orjakinj in pritlikavk. Pozneje je delal na Univerzi v Göttingenu in od leta 1910 na Observatoriju v Potsdamu. Od leta 1919 je bil pomočnik direktorja Univerzitetnega observatorija v Leidnu.
Odkril je, da zvezde pri svojem razvoju dvakrat dosežejo enako barvo, prvič pri dvigu temperature kot velikanke (zvezde orjakinje) in pozneje pri padcu temperature kot pritlikavke. S tem je določil ta dva tipa zvezd. Odkril je tudi zvezo med absolutnim izsevom in temperaturo zvezd, ki ji je pozneje leta 1913 in 1915 Henry Norris Russell dal obliko kot Hertzsprung-Russllov diagram.
Leta 1935 je Hertzsprung postal predstojnik Univerzitetnega observatorija v Leidnu.
Odkril je dva asteroida.

## Priznanja

### Nagrade
Leta 1929 mu je Kraljeva astronomska družba (RAS) podelila zlato medaljo, leta 1937 pa je prejel medaljo Bruceove.

### Poimenovanja
Po njem se imenuje udarni krater Hertzsprung na Luni in asteroid glavnega asteroidnega pasu 1693 Hertzsprung.